# ジョン・シンガー・サージェント
ジョン・シンガー・サージェント（John Singer Sargent, 1856年1月12日 - 1925年4月14日）は、19世紀後半から20世紀前半のアメリカの画家。フランスで美術教育を受け、おもにロンドンとパリで活動した。上流社交界の人々を描いた優雅な肖像画で知られる。

## 生涯
サージェントは1856年、アメリカ人医師の子としてトスカーナ大公国のフィレンツェに生まれ、少年時代をイタリアで過ごしている。12歳の1868年から1869年にかけて、ローマでドイツ系アメリカ人のカール・ヴェルシュという画家のアトリエに通い、絵を学んだ。1870年には故郷のフィレンツェに戻り、アカデミア・デッレ・ベッレ・アルティに通っている。1874年、18歳の時にはパリに出て、カロリュス＝デュランに師事するとともに、エコール・デ・ボザール (官立美術学校) にも通っている。こうしてアカデミックな美術教育を受けた彼は1877年からサロン・ド・パリ（官展）に出品するようになる。1874年から1879年までデュランのもとで修業した後、イタリア、スペインを旅行。この間、特にベラスケスの影響を受ける。
サージェントは、1884年、パリのサロンに出品した『マダムXの肖像』という肖像画（ニューヨーク、メトロポリタン美術館蔵）によってスキャンダルにまきこまれることとなる。この肖像画は当初『・・夫人の肖像』という題名で発表されたものだが、明らかに当時の実在の女性であるゴートロー夫人（アメリカ出身で、フランス人銀行家のピエール・ゴートローと結婚した）を描いたものであると見なされた。この絵は人妻を描いたものとしてはあまりにも官能的であり品がないとして、当時の批評家から非難されたのである。サージェントが翌1885年、パリを離れてロンドンに居を構えたのは、この絵をめぐるスキャンダルから逃げるためであったといわれる。
ロンドンに落ち付いた彼は、同地でも肖像画家としての地歩を固めた。ロンドンのロイヤル・アカデミーにはすでに1882年から出品しており、1897年には同アカデミー正会員となっている。この間、1891年にはボストン公共図書館の壁画制作を開始するなど、父の祖国アメリカの文化にも貢献している。また、1887年にはパリ近郊のジヴェルニーで制作していた印象派の巨匠モネを訪問している。
サージェントは1905年頃からほぼ毎年アメリカを訪問しており、1916年にはボストン美術館のロトンダ（円形大ホール）の天井画制作を依嘱されている。彼は、古代ギリシャ神話・ローマ神話から想を得た天井画のほか、装飾レリーフのデザイン、ロトンダの空間全体の設計を担当し、1925年の死の直前まで制作に関わっている。
肖像画家として知られるサージェントだが、1907年頃からは肖像画の注文を断り、以後の晩年は水彩の風景画をおもに制作している。1925年、ロンドンで没した。

## 代表作
- 『マダムX（ゴートロー夫人）』1884年　メトロポリタン美術館
- 『カーネーション、リリー、リリー、ローズ』1885-1887年　テート・ギャラリー：当時日本から輸出されていた盆提灯が多く配され、また咲いているユリも日本から球根が輸出されていたヤマユリである（花の中心にある黒い斑点と黄色い芒はヤマユリに特徴的）。当時のヨーロッパ画壇を席巻していたジャポニスムの影響がうかがわれる。エンヤの『On My Way Home』のミュージックビデオでは、この情景が実写で再現されている。
- 『エドワード・D・ボイトの娘たち』1882年　ボストン美術館
- 『ロクノーのレディ・アグニュー』1892-93年　スコットランド国立美術館
- 『毒ガスをあびて（Gassed）』1919年 帝国戦争博物館

## ギャラリー

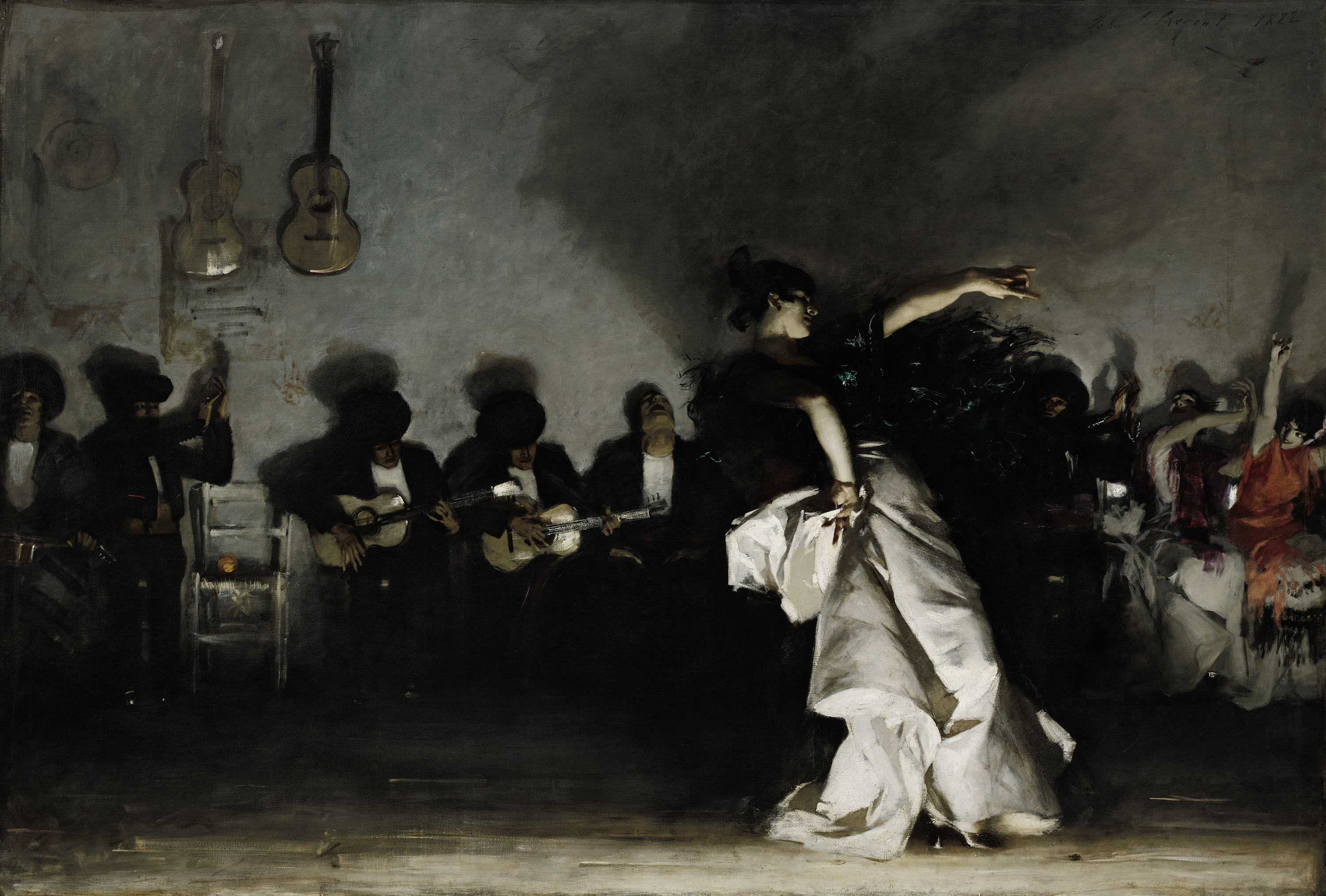
『エル・ハレオ』（1882年）
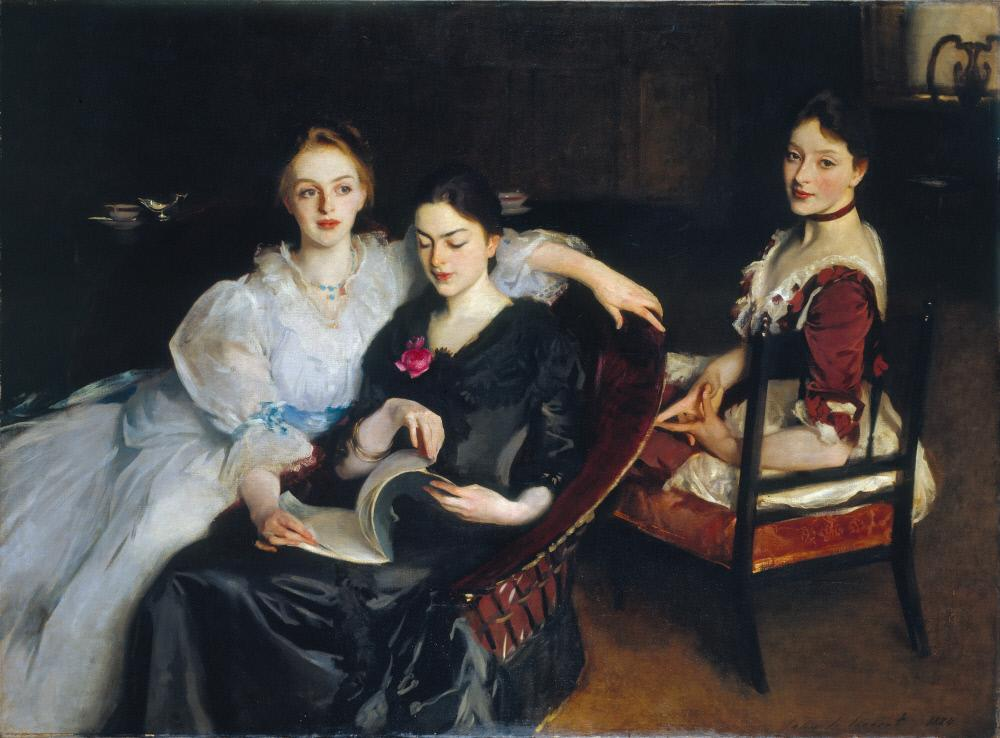
『ミス・ヴィッカース』（1884年）
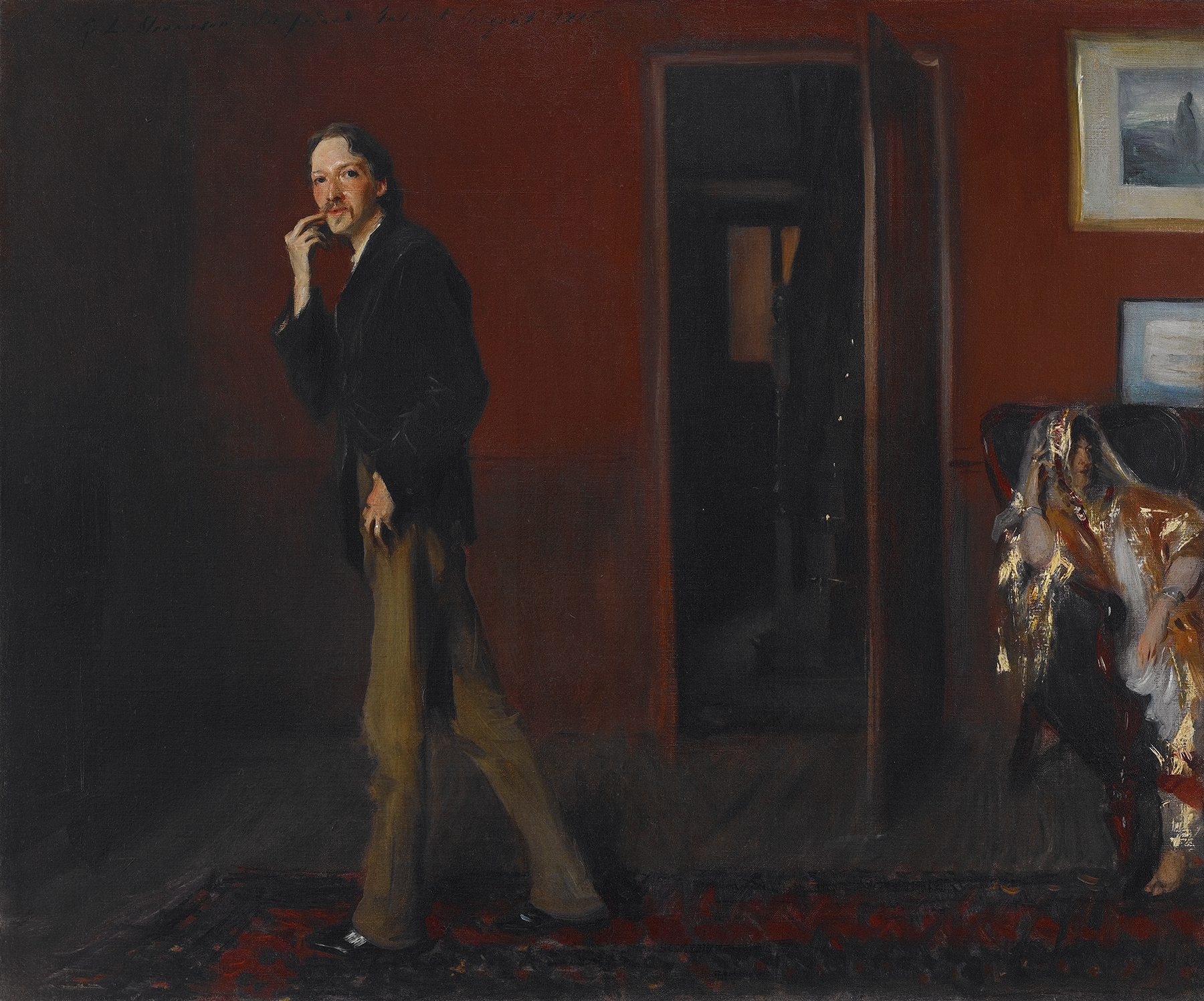
『ロバート・ルイス・スティーヴンソン』（1885年）

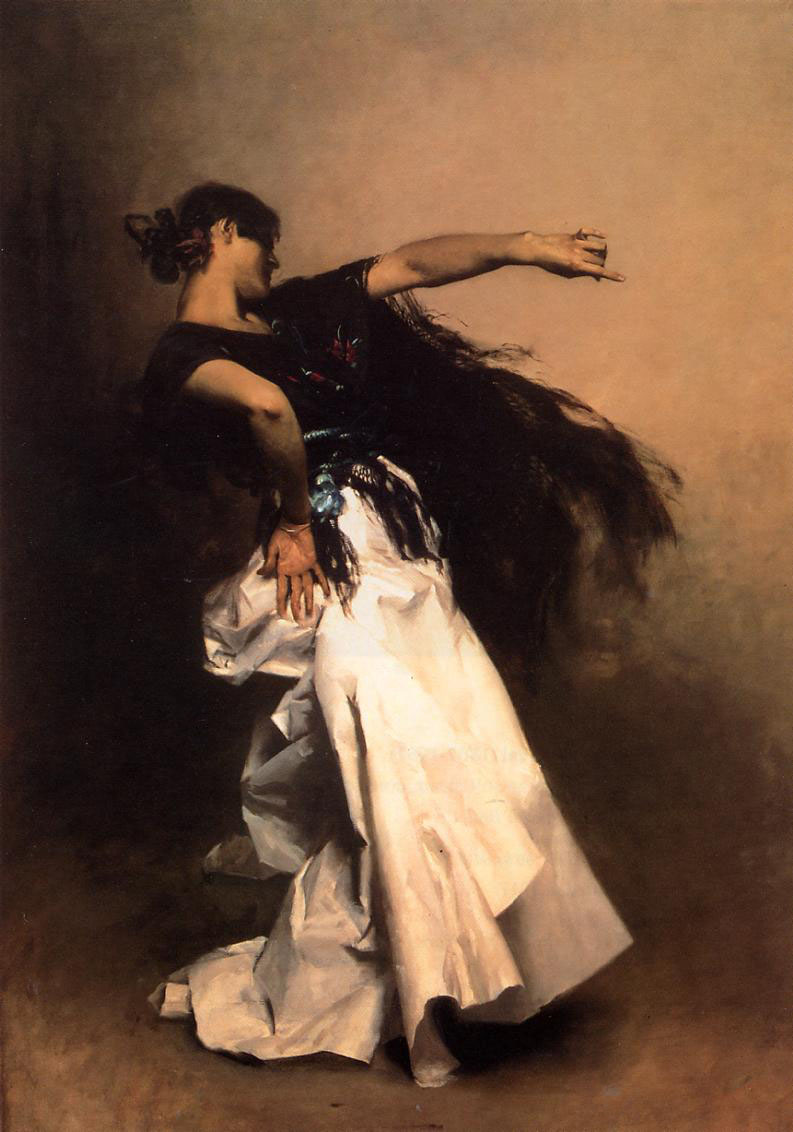
『スペインの踊り子』（1879-82年頃）
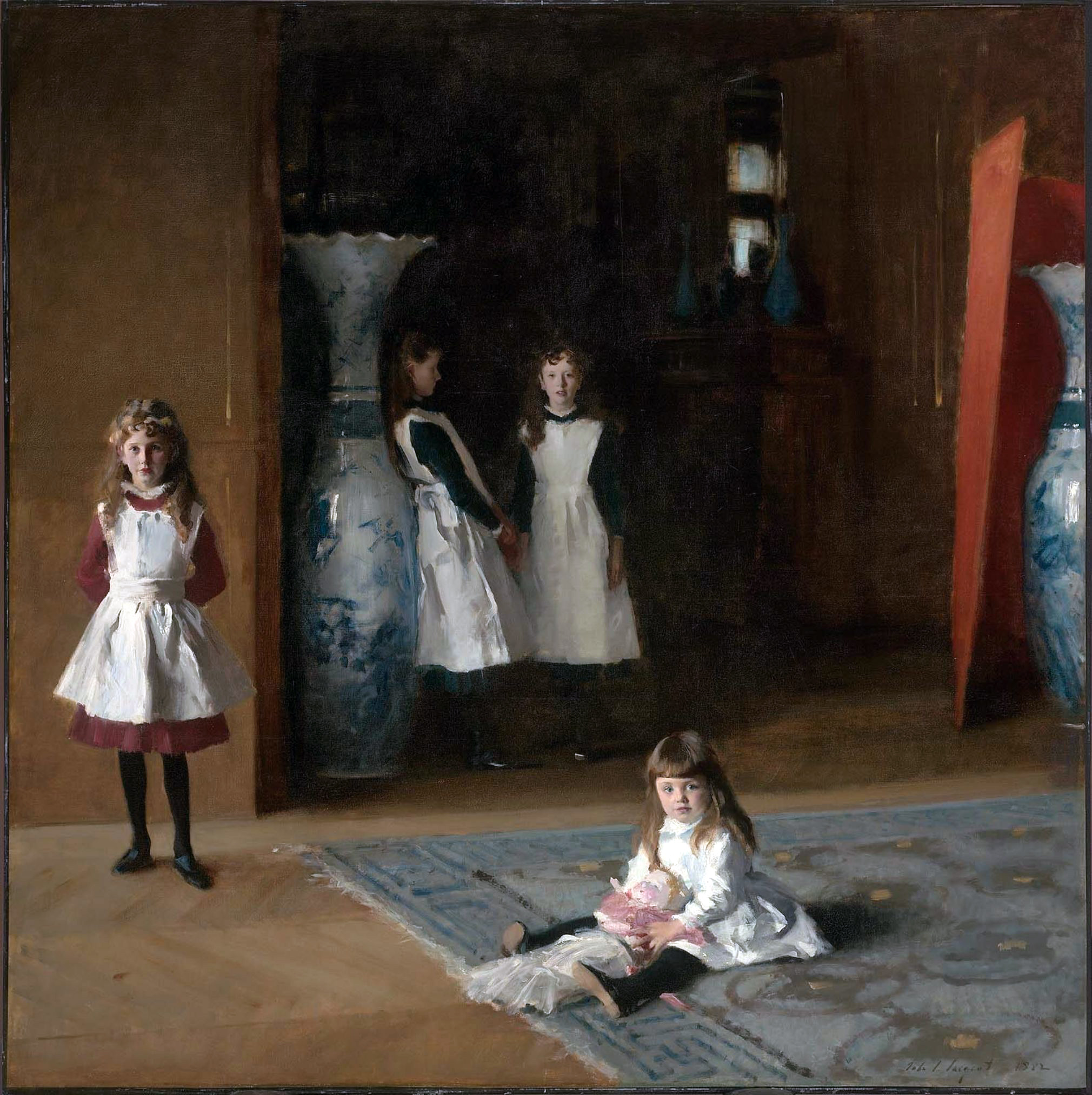
『エドワード・D・ボイトの娘たち』（1882年）
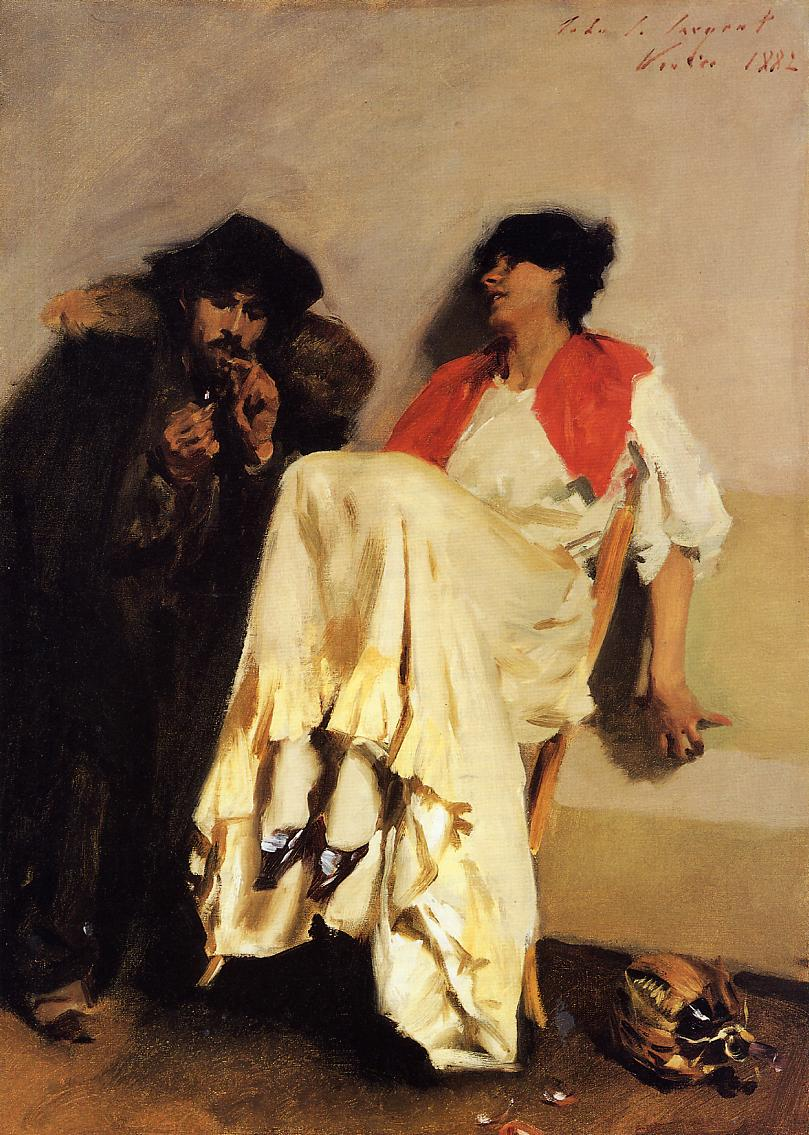
『硫黄マッチ』（1882年）
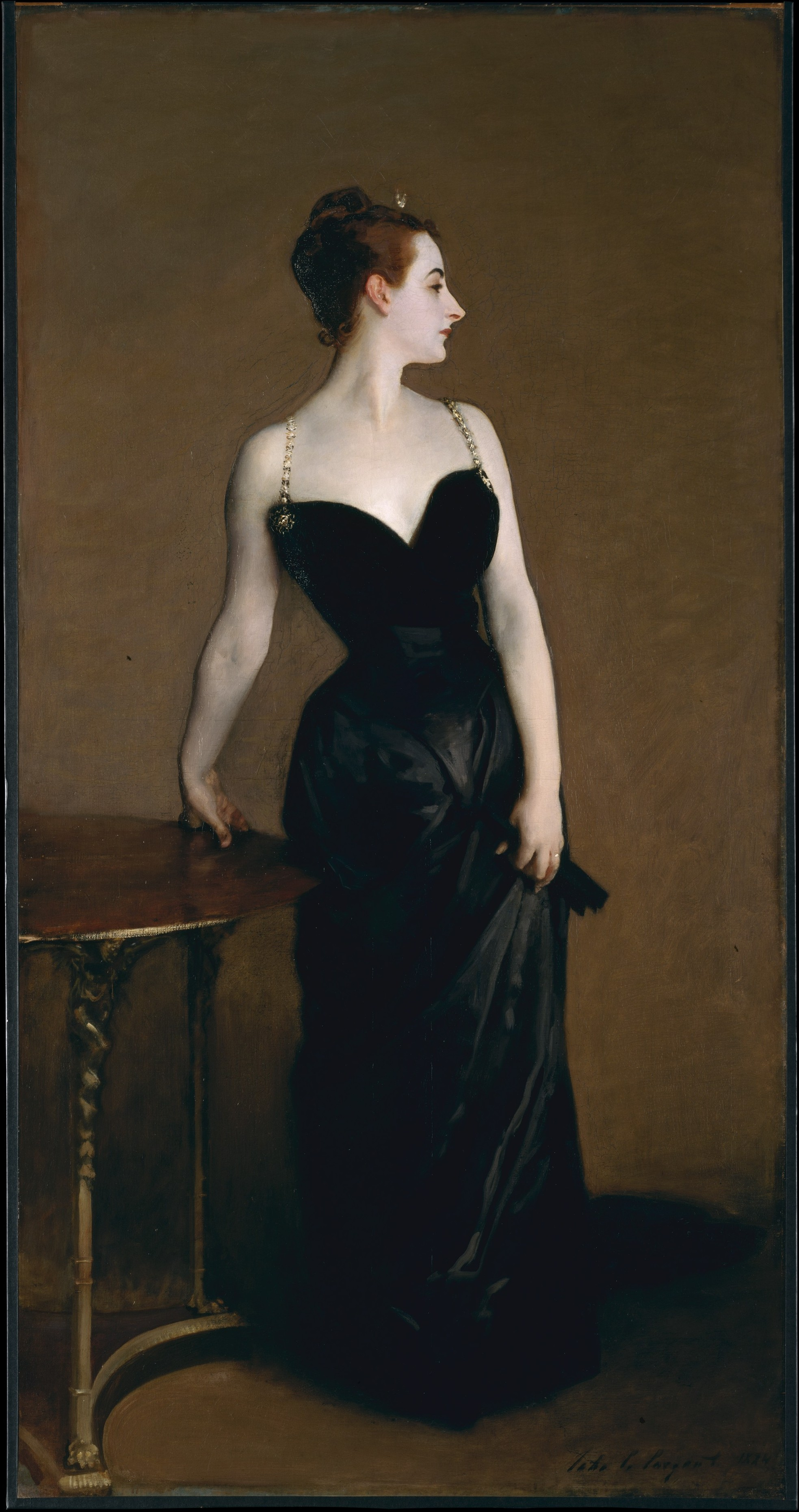
『カーネーション、リリー、リリー、ローズ』（1885 - 1887年）
- 『朝の散歩』（1888年）
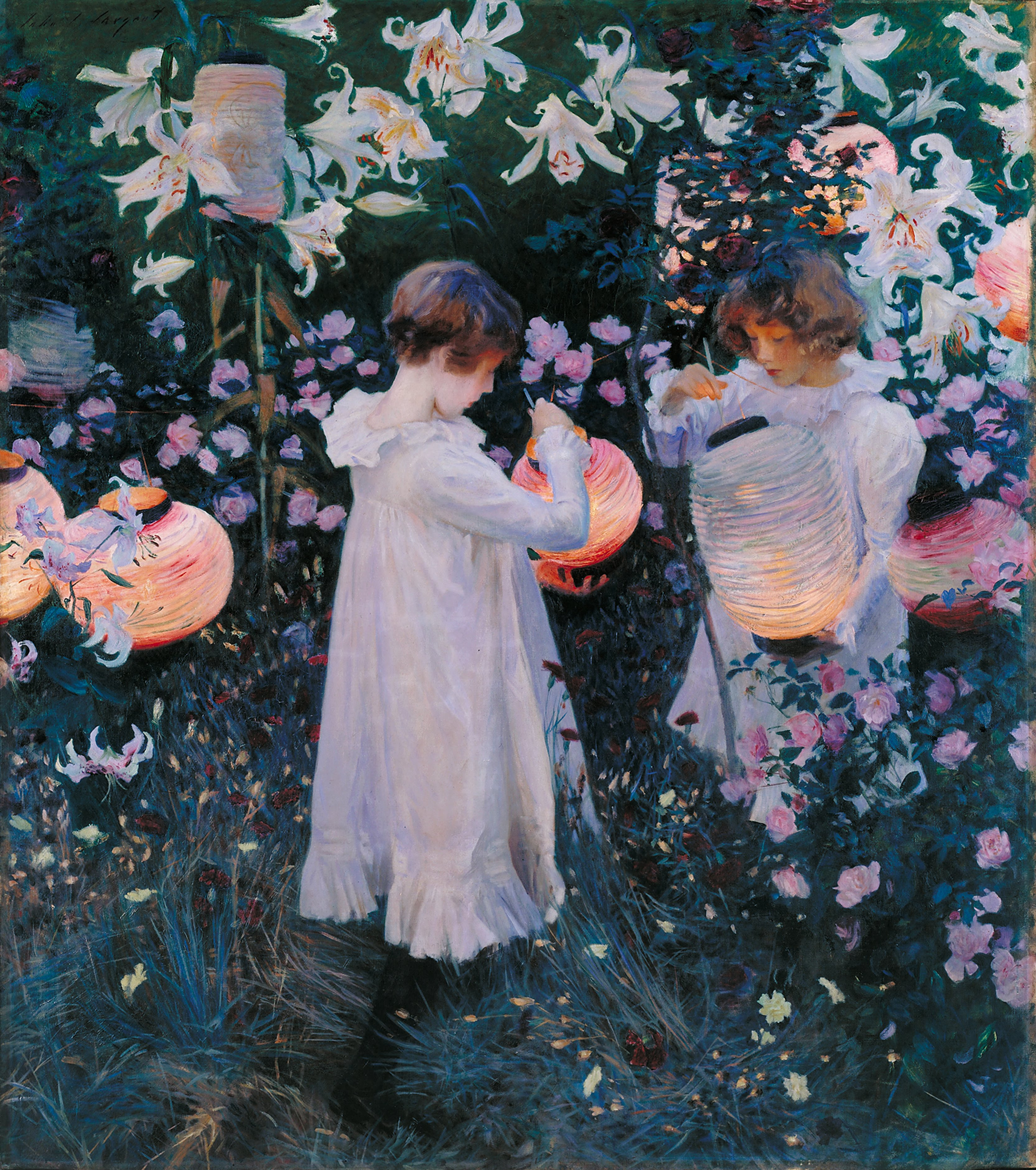
『ロクノーのレディ・アグニュー』（1892-93年）
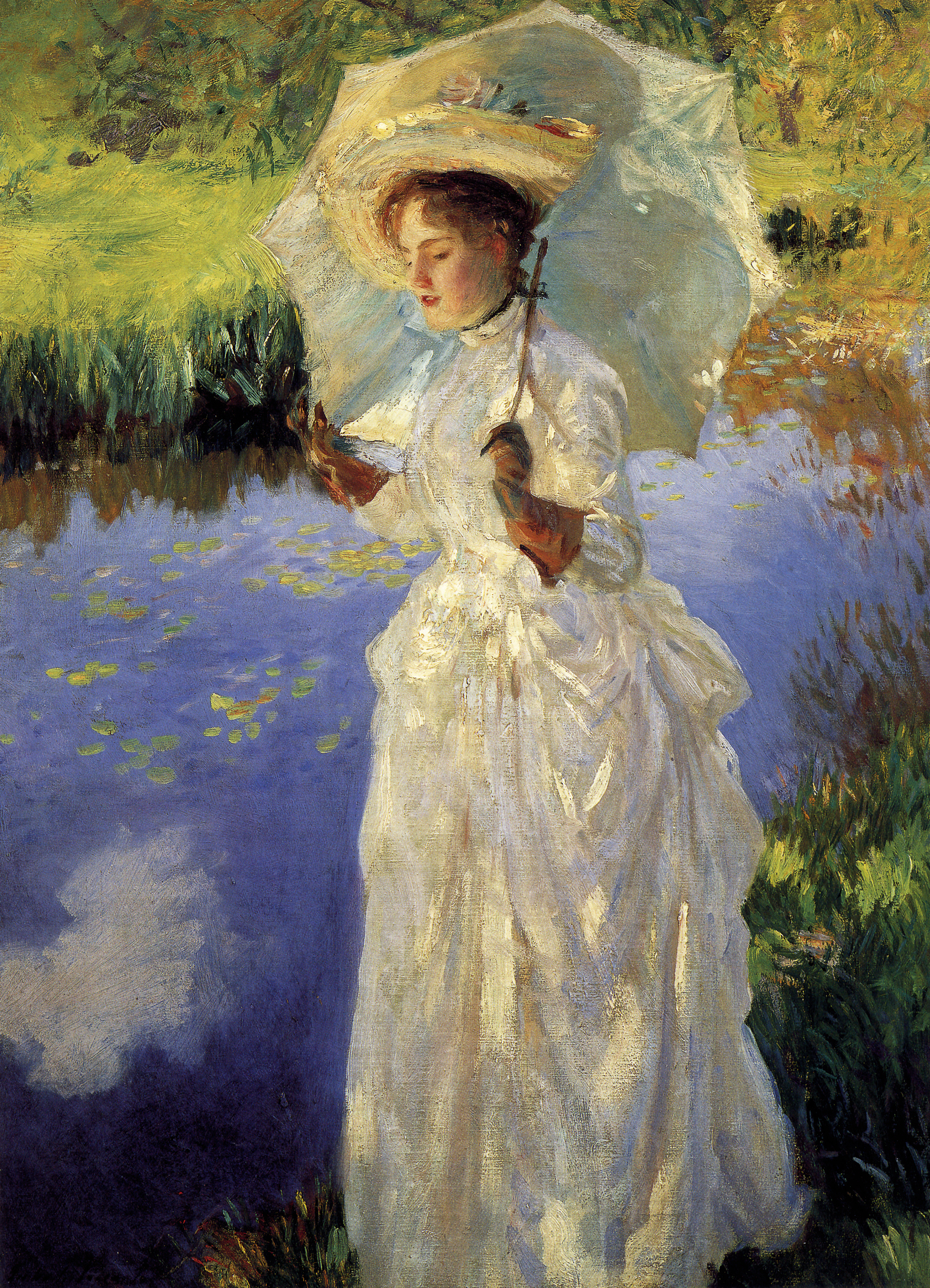
『フレデリック・ロー・オルムステッド』（1895年）
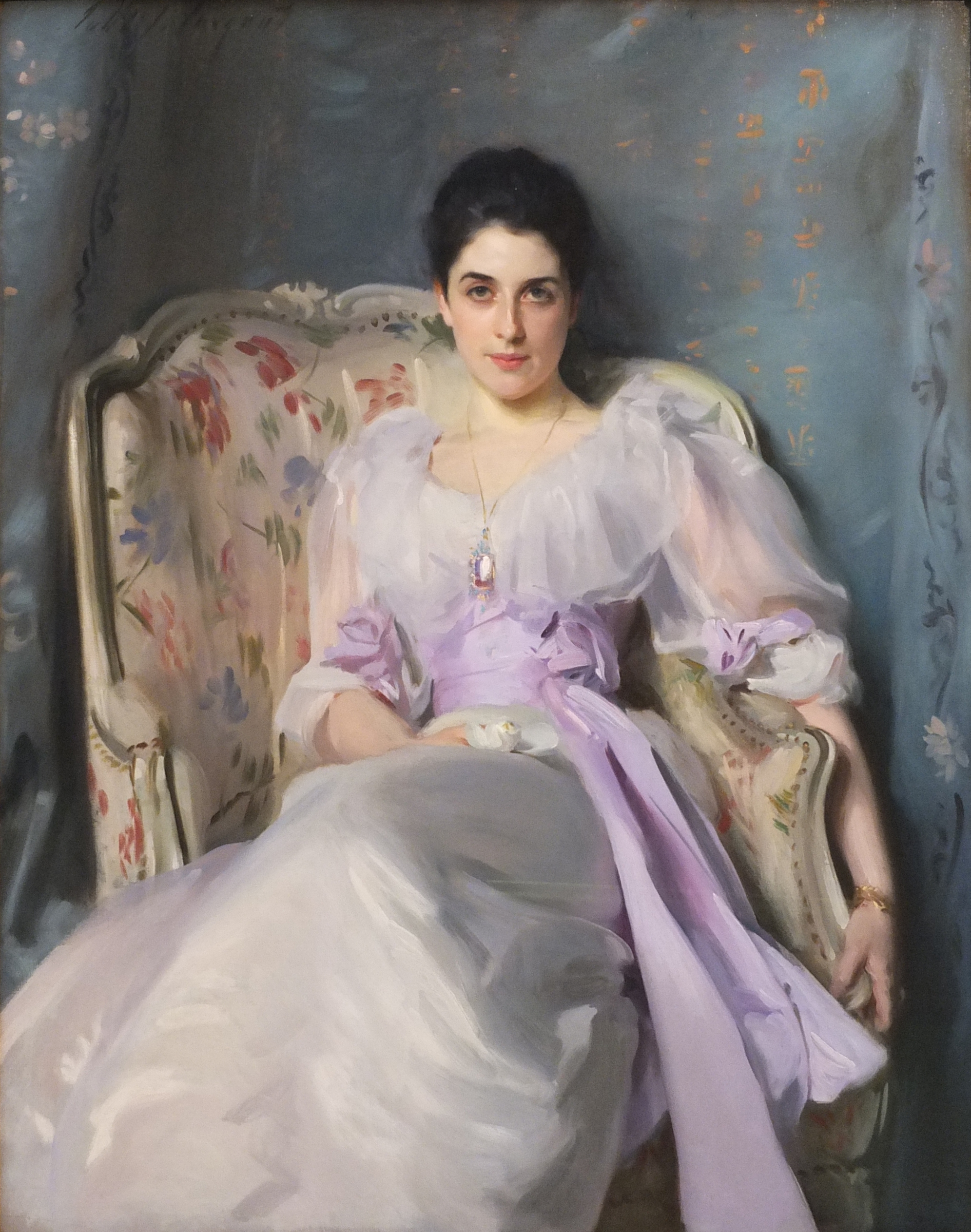
『セオドア・ルーズベルト』（1903年）
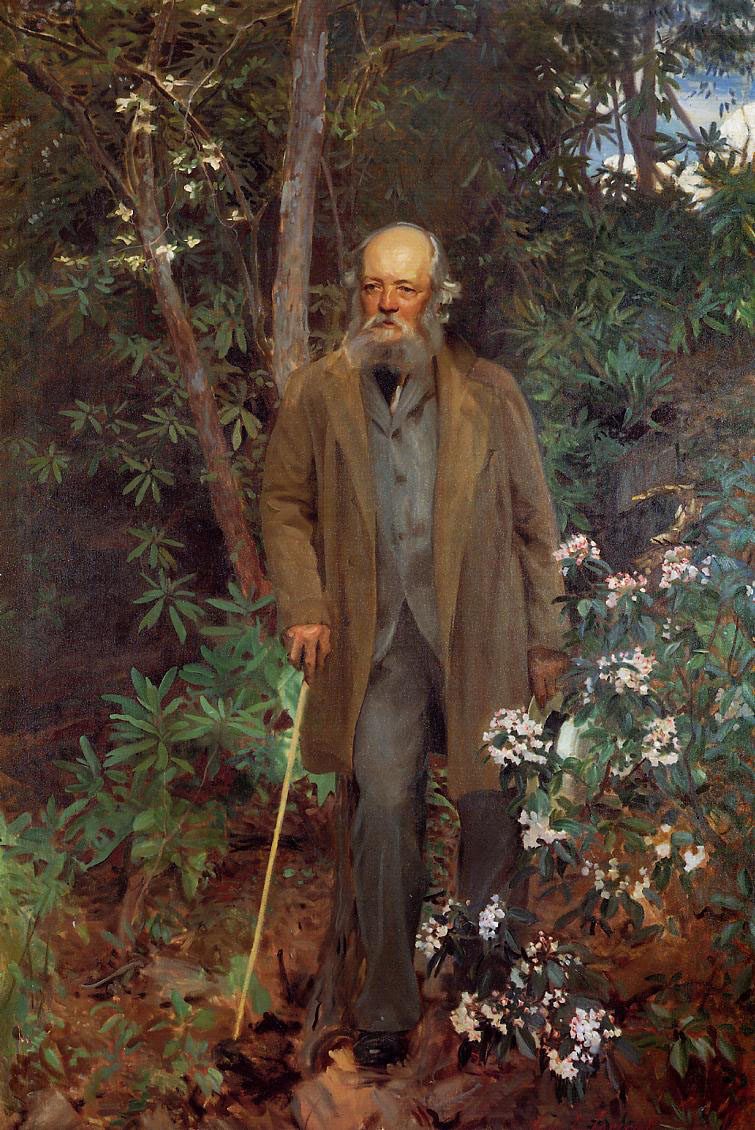
『ジェーン・デ・グレーンとウィルフリッド・デ・グレーン』（1907年）
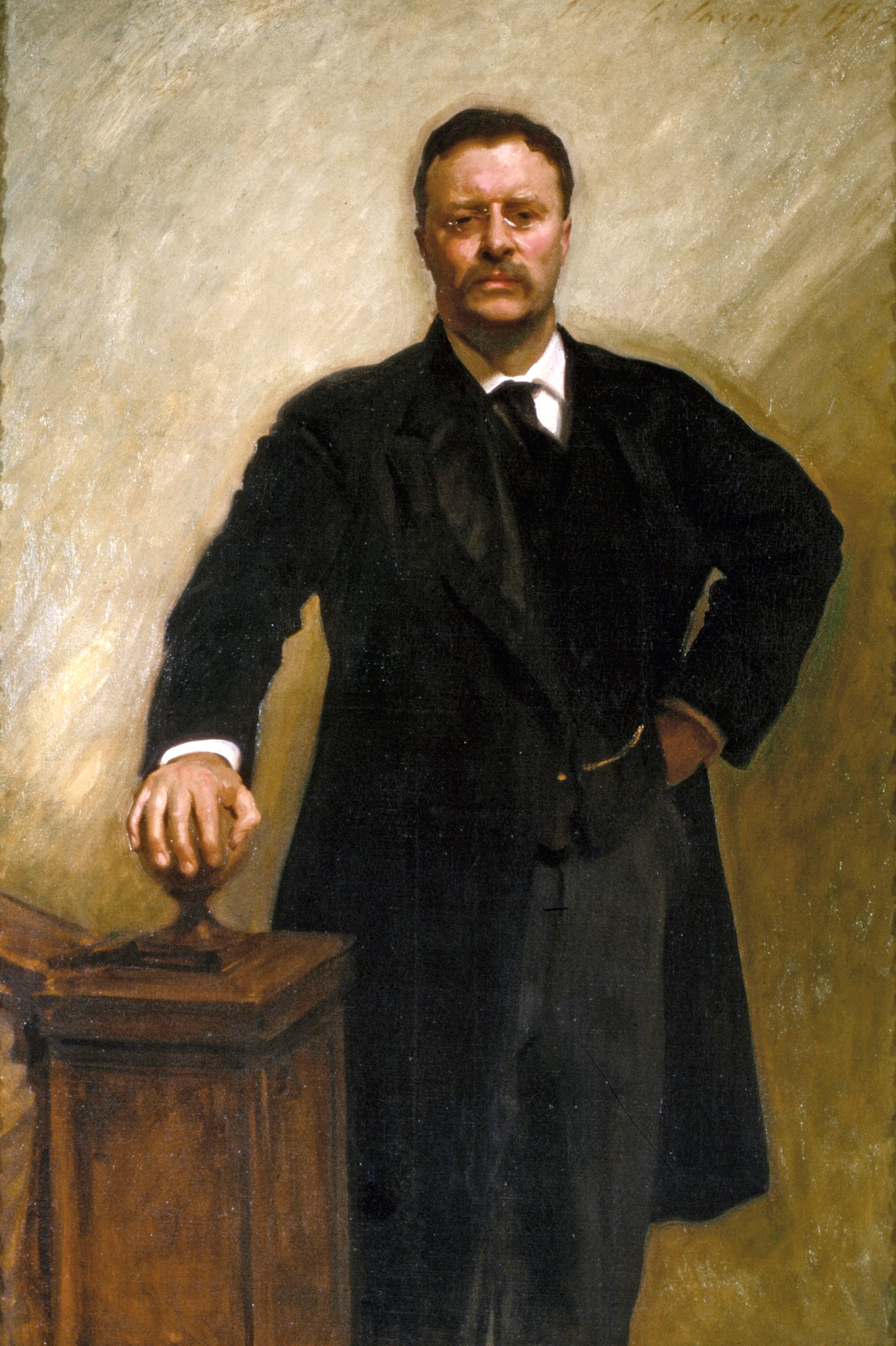
『セオドア・ルーズベルト』（1903年）
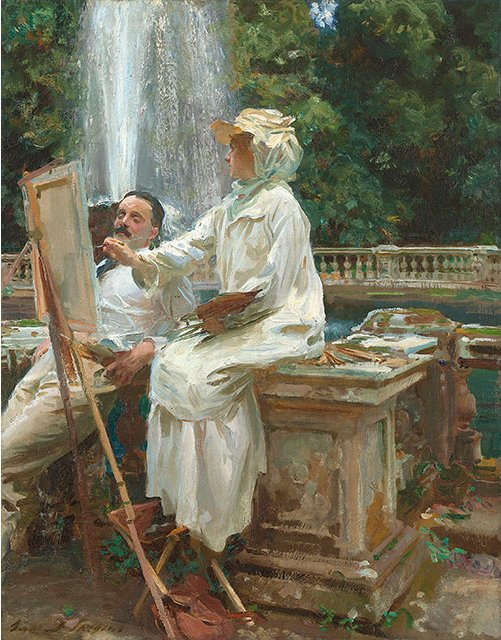
『ジェーン・デ・グレーンとウィルフリッド・デ・グレーン』（1907年）